# 李宏庆
李宏庆（1963年10月—），男性，汉族，广西博白人，中华人民共和国政治人物。

## 人物经历
李宏庆早年在广西财经学校统计专业学习，仕途未曾离开家乡广西壮族自治区，曾任该区贵港市政府人民市长助理、市计委主任，2001年6月，升任该市人民政府副市长；2004年，先后担任广西壮族自治区发改委副主任、自治区铁路建设办公室常务副主任等职务。
2014年1月，空降至贺州市，出任该市中共党委副书记、市人民政府市长；2016年12月，接替已升任中共广西壮族自治区党委常委的赵德明，出任中共贺州市委书记；并兼任同市人大常委会主任、党组书记。
2021年3月，转任中共广西壮族自治区委员会农村工作领导小组办公室主任、广西壮族自治区农业农村厅党组书记、厅长兼廣西壯族自治區鄉村振興局局長；同年11月，其大部分职务由黃智宇接替，但仍然担任广西壮族自治区农业农村厅党组书记，直到2023年5月因为涉嫌严重违法违纪而接受中共广西壮族自治区纪委纪律审查、自治区监察委员会监察调查。2023年7月，李宏庆因为涉嫌严重违纪违法，受到广西壮族自治区纪委监委开除中共党籍及公职的处分。